# Ducado de Chalvet

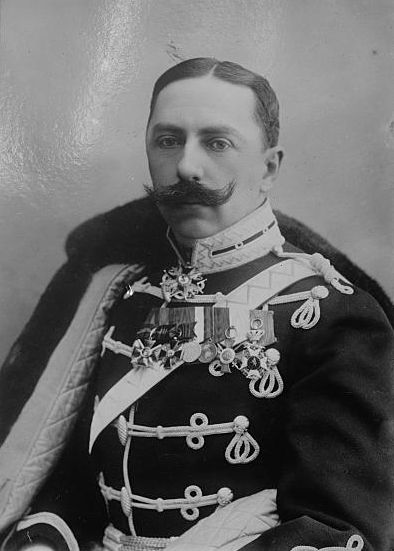
Jaime de Borbón y Borbón-Parma, pretendiente carlista al Trono de España como Jaime III.

El ducado de Chalvet es el título de incógnito (y de señalamiento) que adoptó Jaime de Borbón y Borbón-Parma como pretendiente carlista al Trono de España.
El 18 de julio de 1909 moría en Italia Carlos María de Borbón, pretendiente a la Corona española como Carlos VII, dejando como sucesor de sus derechos a su hijo Jaime. Este aceptó la jefatura de la rama carlista, adoptando al tiempo el título de «duque de Chalvet».